# Ванзел Федір Федорович
Федір Федорович Ванзел (нар. 30 жовтня 1930, Мукачеве, Чехословаччина) — український футболіст і тренер.

## Життєпис
Народився 30 жовтня 1930 року в угорській родині. Розпочинав виступи на футбольних полях у складі місцевого «Більшовика».
Захищав кольори клубів елітного дивізіону «Шахтар», «Динамо» (Мінськ), ЦСКА (Москва), а також ужгородського «Спартак». Усього в класі «А» провів 59 матчів, забив 9 м'ячів. У складі московських «армійців» став бронзовим медалістом чемпіонату СРСР 1955. 
1953 року вніс вагомий внесок у перемогу ужгородського «Спартака» в чемпіонаті УРСР і здобуття статусу команди майстрів (була включена до класу «Б» радянського футболу).
Працював тренером. Під його керівництвом «Приладист» (Мукачеве) здобув перемогу в чемпіонаті УРСР 1977 серед колективів фізичної культури. На початку 80-х років два сезони очолював «Закарпаття».
| Сезон | Команда             | Ліга | Ігри | Голи |
| ----- | ------------------- | ---- | ---- | ---- |
| 1949  | «Шахтар»            | D1   | 6    | 0    |
| 1950  | «Шахтар»            | D2   | 8    | 0    |
| 1951  | «Спартак» (Ужгород) | D2   | 24   | 9    |
| 1952  | «Динамо» (Мінськ)   | D1   | 13   | 0    |
| 1953  | «Динамо» (Мінськ)   | D2   | 9    | 1    |
| 1954  | ЦСКА (Москва)       | D1   | 21   | 3    |
| 1955  | ЦСКА (Москва)       | D1   | 18   | 6    |
| 1956  | ЦСКА (Москва)       | D1   | 1    | 0    |
| 1957  | «Спартак» (Ужгород) | D3   | ?    | ?    |
| 1958  | «Спартак» (Ужгород) | D3   | 1    | 0    |